# Napoleon-Museum Bad Harzburg
Das Napoleon-Museum Bad Harzburg ist ein öffentliches Privatmuseum im „Drei-Kaiser-Haus“ Bad Harzburg im niedersächsischen Landkreis Goslar. Das Museum zeigt über 1000 Exponate aus dem 18. und 19. Jahrhundert mit Schwerpunkt aus der Franzosenzeit. Zudem gibt es auch eine Indianerausstellung.

## Geschichte
1888 errichtete der Bäckermeister Krappe das „Drei-Kaiser-Haus“, das seinen Namen von den drei Kaiserporträts am Erker des ersten Obergeschosses hat. Diese zeigen links Kaiser Wilhelm I., rechts Kaiser Wilhelm II. und in der Mitte Kaiser Friedrich III. Nach über 100 Jahren als Bäckerei und langem Leerstand richtete dort im Erdgeschoss der Sammler und Hobbyhistoriker Thomas Merbt ein Museum für Zeitgeschichte ein, das am 5. Oktober 2022 eröffnet wurde. Ehrengäste waren u. a. Heinrich Prinz von Hannover und der Bürgermeister der Stadt Bad Harzburg Ralf Abrahms. Der Festvortrag in der benachbarten Wandelhalle wurde von dem Historiker Gerd Biegel gehalten.
Bereits der Großvater des Museumsbetreibers, Paul Lindner aus Leipzig, begann vor über hundert Jahren Schlachtfeldfunde der Völkerschlacht 1813 und alles zu den Themen Friedrich der Große, Napoleon, Blücher und Co. zu sammeln.
Bis Frühjahr 2025 soll die Ausstellung auf über 1300 Exponate erweitert werden, zudem bekommt das Museum im Sommer eine neue Homepage und einen neuen Namen, Museum für Zeitgeschichte Bad Harzburg.
Das „Drei-Kaiser-Haus“ im Stadtzentrum von Bad Harzburg steht heute unter Denkmalschutz.

## Ausstellung
Das Museum zeigt Exponate der Weltgeschichte aus fünfzehn Ländern. Schwerpunkte sind die Grande Armée, Preußische Armee, Kaiser der Franzosen und Freiheitskriege. Highlight der Ausstellung sind über 40 Soldaten in Original-Uniformen, darunter Herzog Friedrich Wilhelm von Braunschweig und ein französischer Kürassier hoch zu Pferd.
Des Weiteren gehören zur Ausstellung Waffen und Ausrüstungen von 1760 bis 1870, Autographen u. a. von Kaiser Napoleon I. und III., Feldmarschall Blücher, Marschall Ney, König Jérôme Bonaparte, originales Tafelgeschirr der Manufacture Imperiale de Sèvres aus den kaiserlichen Schlössern, Schlachtfeldfunde von Austerlitz bis Waterloo, Instrumente eines Feldarztes von 1813/1815, Orden und Ehrenzeichen wie u. a. der Schwarze Adlerorden getragen von Graf Friedrich Wilhelm Bülow von Dennewitz. Im Museum findet sich auch eine kleine bürgerliche Biedermeier Küche aus der Braunschweiger Franzosenzeit (1806–1814) und ein Weinglas vom „ Alten Fritz“.
Zusätzlich zum Napoleon-Museum gibt es in zwei weiteren Räumen Originalexponate der „Ersten Amerikaner“ im Zeitfenster 1700 bis 1900. Die Indianerausstellung wechselt jährlich, sie zeigt die ethnologische Sammlung des aufgelösten Indianermuseums Derenburg. 2023 wurden u. a. der junge britische Leutnant George Washington mit einem Irokesen in einem Kanu, sowie einige Stämme der Plains-Indianer, wie Dakota oder Blackfoot präsentiert.

## Sonderausstellungen
- 2024: NAVAJO - Geheimwaffe Indianersprachen im militärischen Funkverkehr.
- 2025: Wahre Helden - Sanitäter und Militärchirurgen.[8]